# Liam Kitching
Liam Kitching (sinh ngày 1 tháng 10 năm 1999) là một cầu thủ bóng đá người Anh thi đấu cho Forest Green Rovers, ở vị trí hậu vệ.

## Sự nghiệp
Sinh ra ở Harrogate, Kitching khởi đầu sự nghiệp với Leeds United và Harrogate Town (đội sau thi đấu 2 đợt), trước khi kí hợp đồng với Forest Green Rovers vào tháng 7 năm 2019.